# Motionsroning
Motionsroning er (modsat kaproning) en form for roning, hvor man roer uden at træne op til konkurrencer. Mange roer kun for at få motion, deraf navnet.
| Vandsport/vandtransport | Spire Denne vandsports- eller vandtransportsartikel er en spire som bør udbygges. Du er velkommen til at hjælpe Wikipedia ved at udvide den. |